# 臺北市動物之家

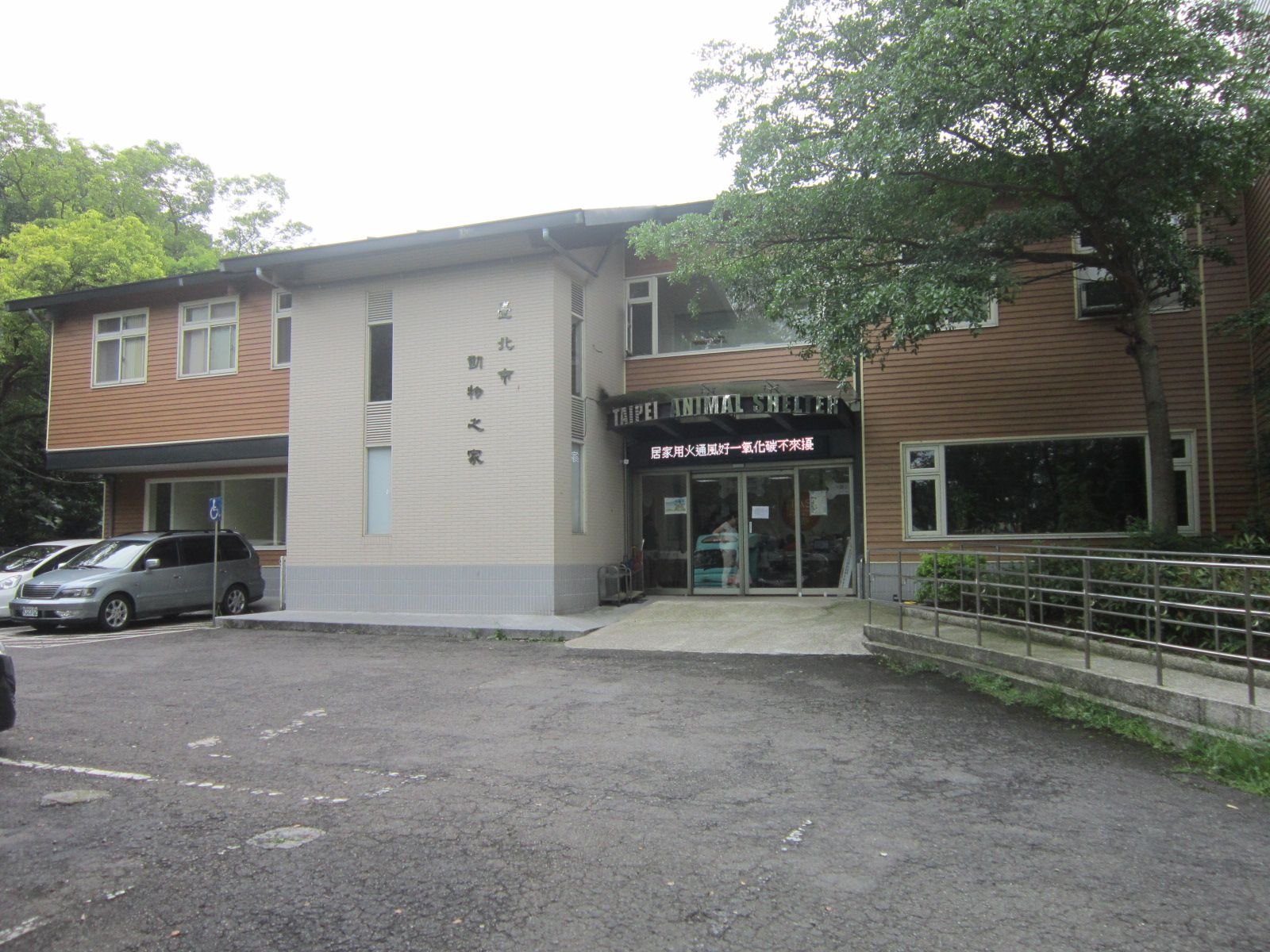
臺北市動物之家

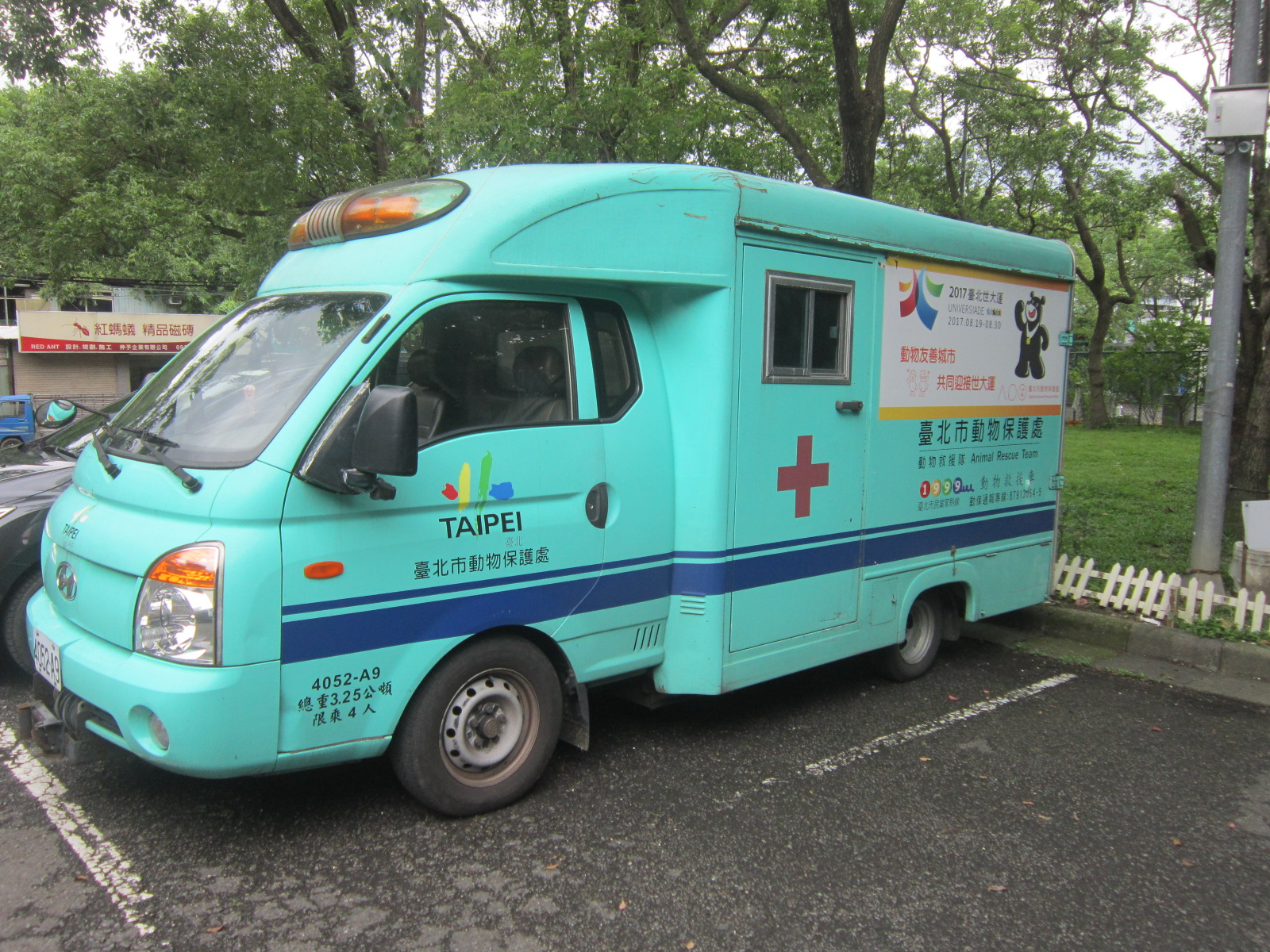
停放在臺北市動物之家的臺北市動物保護處動物救援車

臺北市動物之家（英語：Taipei Animal Shelter），隸屬於臺北市動物保護處，位於台北市內湖區，負責台北市流浪動物及野生動物之收容、認領、認養、絕育、救傷醫療、定期篩檢及管理，動物收容教育推廣等事項。同時提供寵物過世集體火化服務。

## 歷任首長
| 任次 | 姓名                               | 就任時間    | 卸任時間 |
| 所長 | 所長                               | 所長        | 所長     |
| ---- | ---------------------------------- | ----------- | -------- |
| 1    | 吳永譽（臺北市政府建設局局長兼任） | 57年7月     | 58年7月  |
| 2    | 吳金輝                             | 58年7月     | 70年5月  |
| 3    | 康道春                             | 70年5月     | 78年7月  |
| 4    | 趙磐華                             | 78年7月     | 87年10月 |
| 5    | 楊仁政                             | 87年11月    | 88年7月  |
| 6    | 林進忠                             | 88年7月     | 92年7月  |
| 7    | 蔣先冲                             | 92年7月     | 93年3月  |
| 8    | 嚴一峯                             | 93年9月     | 99年1月  |
| 處長 |                                    |             |          |
| 9    | 嚴一峯                             | 99年1月28日 | 迄今     |

## 潭美毛寶貝快樂公園
台北市第二座狗運動公園。2017年成立分為大型犬區1321平方公尺及小型犬區975公尺，總面積約2530公尺。公園內除了有夜間照明燈、捕蚊燈、狗便箱、投幣式自助洗狗機等設。

## 周遭景點
- 捷運東湖站
- 內湖焚化爐 (葫蘆洲運動公園)
- 內湖復育園區 (內湖垃圾山)

## 外部連結
- 臺北市動物保護處官方網站 （页面存档备份，存于）（中文）（英文）
- 臺北市動物之家的Facebook專頁